# أوبن آر سي
أوبِن آر سي (بالإنجليزية: OpenRC)‏ هو نظام تمهيد يستخدم في أنظمة التشغيل الشبيهة بيونكس. تم إنشاؤه بواسطة روي ماربلس، أحد مطوري نت بي إس دي وجنتو. تم اعتماده بشكل واسع كنظام تمهيد بواسطة بعض توزيعات لينكس التي رفضت الاعتماد على سيستم دي.
أوبِن آر سي هو نظام التمهيد الافتراضي لجنتو، وبارابولا، وألباين، وآرتكس، والعديد من الأنظمة الشبيهة بيونكس الأخرى. بينما يعتمده ديفوان كخيار ثانوي. هذا يعني أن حزم البرمجيات والعفاريت في هذه الأنظمة تأتي مع البرامج النصية المتوفرة وتدعمها.

## التصميم
يتكون أوبِن آر سي من عدة مكونات معيارية، أهمها هو نظام التمهيد (اختياري)، نظام إدارة التبعية الأساسي، ونظام إشراف العفاريت (اختياري). أوبن آر سي مكتوب بلغة البرمجة سي والقشرة المتوافقة مع بوزيكس، مما يجعله قابلاًَ للاستخدام على أنظمة بي إس دي ولينكس.
الجزء الأساسي من أوبِن آر سي يعالج إدارة التبعية وتحليل برامج نظام التمهيد النصية. يستعمل أوبِن آر سي نسخة معدلة من start-stop-daemon لإدارة العفريت.
ظهر نظام تمهيد أوبِن آر سي لأول مرة في الإصدار 0.25 كبديل اختياري لـ /sbin/init. ويدعم عدة أنظمة تمهيد أخرى بما كـ sysvinit و بيزي بوكس.
منذ الإصدار 0.21 أصبح لأوبِن آر سي قدرة على الإشراف، يمكن تفعيلها من خلال بعض برمجيات التمهيد النصية. يمكن السماح لبعض الأنظمة الأخرى بالإشراف كرَن إت وإس 6.

## وصلات خارجية
- الموقع الرسمي
- openrc على غيت هاب